# Dylan Stadelmann
Dylan Stadelmann (Losanna, 30 gennaio 1989) è un ex calciatore svizzero, di ruolo difensore.

## Carriera
Nella stagione 2010-2011 ha giocato 5 partite di Europa League con la maglia del Losanna.